# Solo (Peter A.G. Nielsen-album)
 For alternative betydninger, se Solo. (Se også artikler, som begynder med Solo)
Solo er et musikalbum udgivet af Peter A.G. Nielsen i 1997 på pladeselskabet Genlyd (GENCD 230, senere genudgivet på BMG Denmark 74321502332). 

## Tracklist
| 1  | Vinden I Mit Blod                |
| 2  | Den Lille Havfrue                |
| 3  | Det Si'r Noget Om Længsel        |
| 4  | Men Når Vi Ruller                |
| 5  | Danser På Færgen                 |
| 6  | Kærlighed Er Som Forår I Spanien |
| 7  | Hun ønsker Ingen Brillianter     |
| 8  | Forstadsavisen                   |
| 9  | Money & The Letters              |
| 10 | Kejtet Som Hunden & Katten       |
| 11 | Der Var Engang En Høne           |